# Combaillaux
Combaillaux är en kommun i departementet Hérault i regionen Occitanien i södra Frankrike. Kommunen ligger i kantonen Les Matelles som tillhör arrondissementet Montpellier. År 2022 hade Combaillaux 1 961 invånare.

## Befolkningsutveckling
Antalet invånare i kommunen Combaillaux
Referens:INSEE